# Bioparco Rom
Koordinaten: 41° 55′ 2,9″ N, 12° 29′ 6,7″ O
Bioparco ist der Zoologische Garten von Rom (Pinciano). Zurzeit werden 1114 Tiere aus ca. 200 Arten gehalten.

## Geschichte

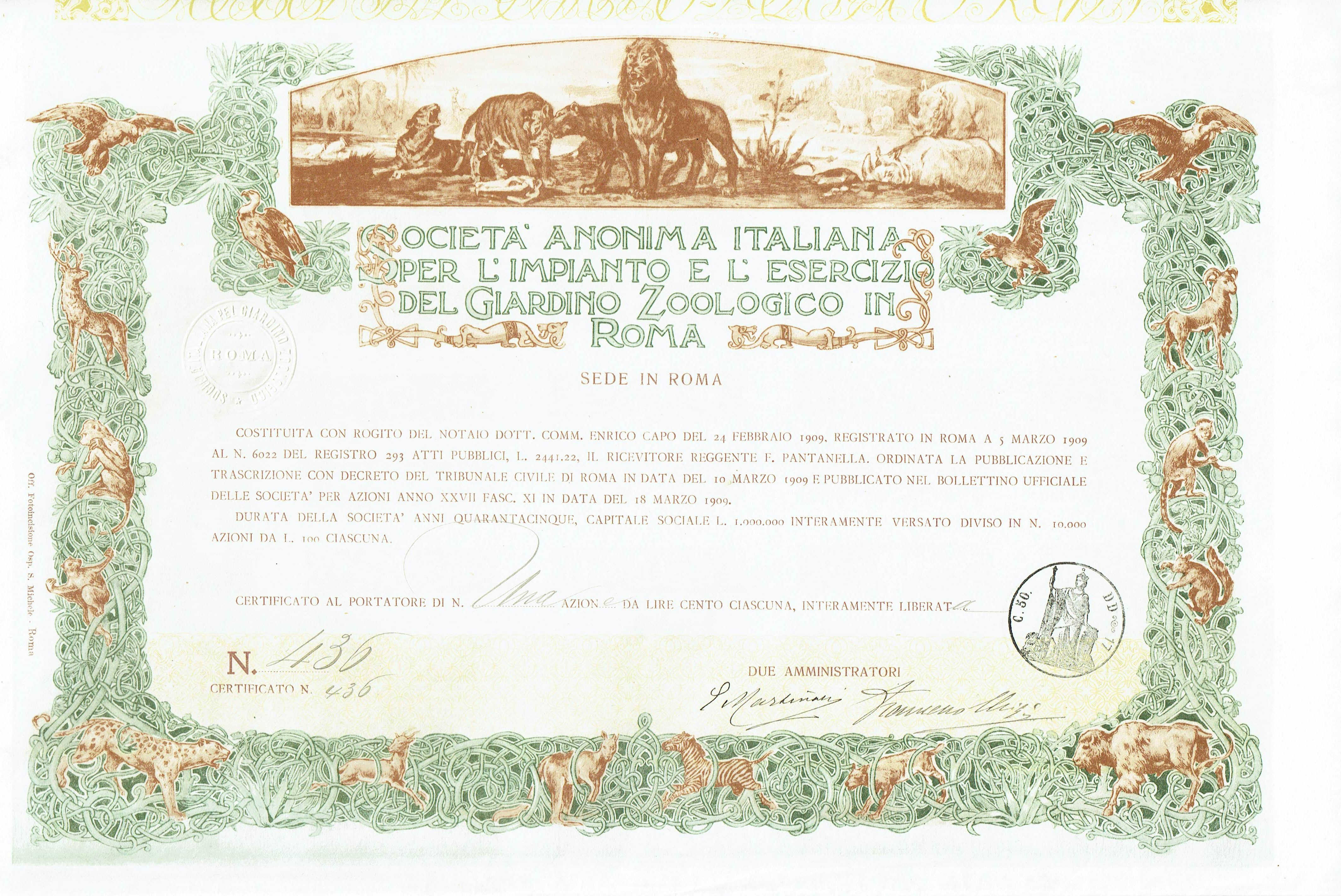
Gründeraktie des Giardino Zoologico in Roma vom 18. März 1909

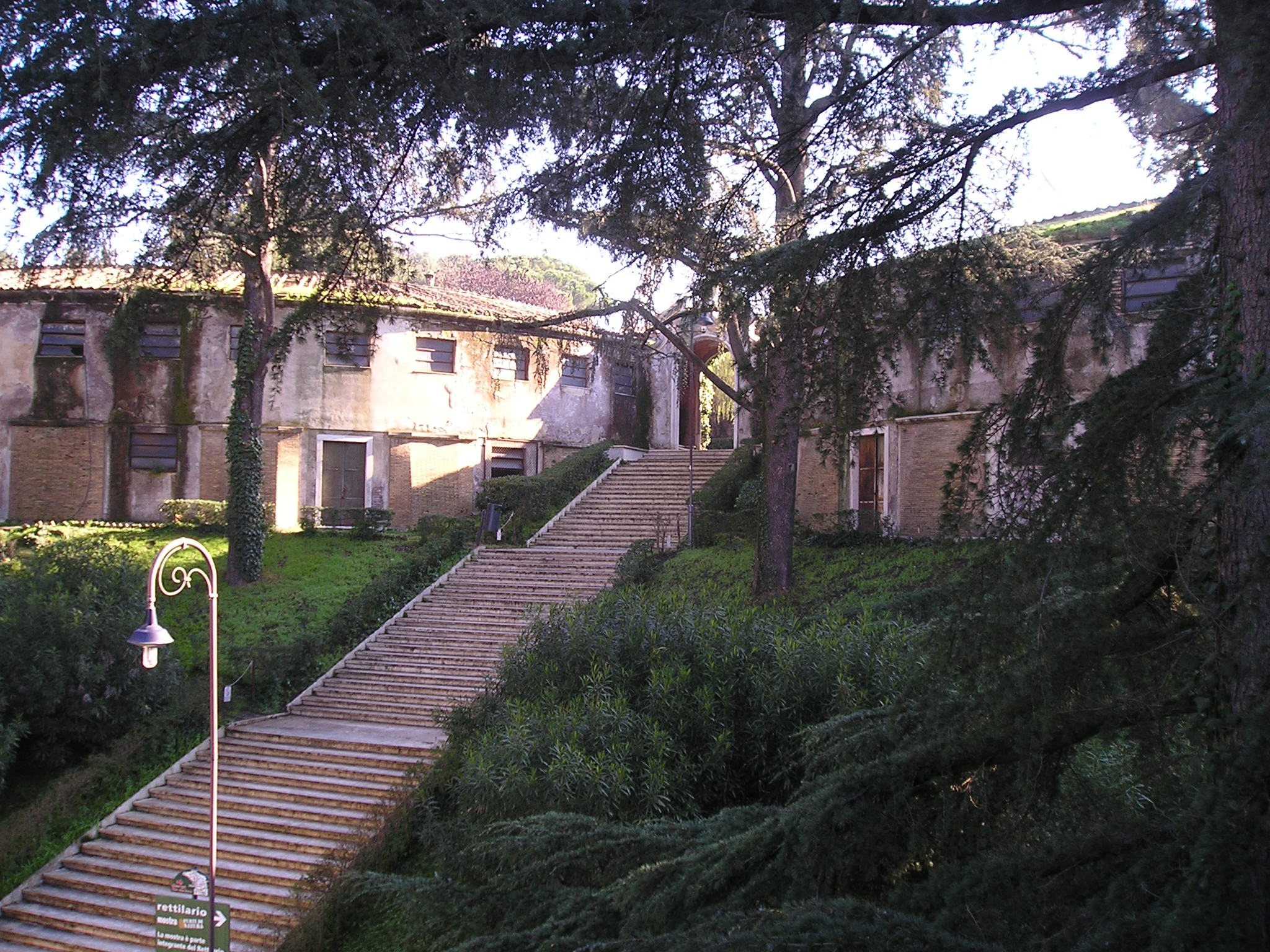
Papagei-Pavillon

1908 wurde eine Aktiengesellschaft gegründet, um einen Ort zu schaffen, der durch die Ausstellung seltener exotischer Tierarten der allgemeinen Unterhaltung dienen sollte. Im Gegensatz zu den anderen Zoos zu dieser Zeit, die hauptsächlich nach wissenschaftlichen Gesichtspunkten arbeiteten, war hier reine Unterhaltung und Belustigung des Volkes das Ziel.
Der Zoo hatte eine Grundfläche von 12 Hektar und wurde im Nordteil des Geländes der Villa Borghese errichtet. Die Eröffnung erfolgte am 5. Januar 1911 in Anwesenheit des damals regierenden Bürgermeisters von Rom Ernesto Nathan.

### Gründerzeit
Der Zoo wurde vollständig von Carl Hagenbeck, einem angesehenen Tierhändler, gestaltet, der gerade seinen berühmten Zoo Tierpark Hagenbeck in Hamburg-Stellingen eröffnet hatte. Der Park wurde nach den gleichen Aspekten wie der in der Hansestadt gebaut, das heißt: Gräben anstelle von Gittern und großzügige Grünanlagen. Der Zoo wurde von der Bevölkerung mit großem Interesse angenommen.
Dieser anfängliche Erfolg war aber nicht von Dauer. Es wurden Versuche gemacht, den Park mit besonders seltenen und exotischen Tieren zu bestücken. Verschiedene Parkerweiterungen wurden unternommen, und 1926 wurde eine weitere Erweiterung in Richtung des benachbarten Rotwildparks geplant. 1933 fing der Architekt Raffaele De Vico mit seiner Arbeit in den neuen Bereichen an, die zwei Hauptattraktionen umfassen würde: die große Voliere und das Reptilienhaus wurden 1935 eröffnet.

### Nach dem Zweiten Weltkrieg
Auch während des Krieges und danach wurde es für die Zooleitung sehr prekär, und der allmähliche Verfall des Tierparks wurde immer offensichtlicher, obwohl viele Bereiche renoviert und andere völlig umgebaut wurden. 1970 musste das Reptilienhaus wegen seines maroden Zustandes vorübergehend geschlossen werden. Seine Neuplanung dauerte rund neun Jahre, schließlich wurde es 1983 wiedereröffnet.

### Vom Zoo zum Bioparco
Die Idee zur Umwandlung des Zoo in einen Biopark (Bioparco) wurde 1994 zum ersten Mal laut geäußert. 1997 wurde ein Masterplan ausgearbeitet, wie der Zoo künftig geführt werden sollte; er basiert auf der Grundlage der Gilman Foundation und enthält die Richtlinien des zukünftigen Bioparco. Im April 1998 wurde die Bioparco S.p.A., gemeinsam finanziert durch die Stadt Rom mit 51 %, von Costa Edutaiment mit 39 % und von Cecchi Gori mit 10 %, gegründet.